# 2950 Rousseau
2950 Rousseau (1974 VQ2) là một tiểu hành tinh vành đai chính được phát hiện ngày 9 tháng 11 năm 1974 bởi P. Wild ở Zimmerwald.